# Maładziożnaja
Maładziożnaja (biał. Маладзёжная; ros. Молодёжная, Mołodiożnaja) – stacja mińskiego metra położona na linii Autazawodskiej.
Otwarta została w dniu 3 lipca 1995 roku.